# Cincinnati Open 2017 - Qualificazioni singolare femminile
Le qualificazioni del singolare femminile del Cincinnati Open 2017 sono state un torneo di tennis preliminare per accedere alla fase finale della manifestazione. Le vincitrici dell'ultimo turno sono entrate di diritto nel tabellone principale. In caso di ritiro di una o più giocatrici aventi diritto a queste sono subentrati le lucky loser, ossia le giocatrici che hanno perso nell'ultimo turno ma che avevano una classifica più alta rispetto alle altre partecipanti che avevano comunque perso nel turno finale.

## Teste di serie
1. Magdaléna Rybáriková (ultimo turno)
2. Elise Mertens (primo turno)
3. Mona Barthel (primo turno)
4. Donna Vekić (qualificata)
5. Johanna Larsson (primo turno)
6. Sorana Cîrstea (primo turno)
7. Monica Niculescu (primo turno)
8. Ashleigh Barty (qualificata)
9. Irina-Camelia Begu (primo turno)
10. Natal'ja Vichljanceva (ultimo turno, Lucky loser)
11. Christina McHale (primo turno)
12. Lara Arruabarrena (primo turno)

1. Carina Witthöft (ultimo turno)
2. Varvara Lepchenko (qualificata)
3. Mónica Puig (qualificata)
4. Heather Watson (primo turno)
5. Verónica Cepede Royg (qualificata)
6. Francesca Schiavone (ultimo turno)
7. Beatriz Haddad Maia (qualificata)
8. Misaki Doi (primo turno)
9. Evgenija Rodina (primo turno)
10. Camila Giorgi (qualificata)
11. Kirsten Flipkens (ultimo turno)
12. Magda Linette (qualificata)

## Qualificate
1. Camila Giorgi
2. Aliaksandra Sasnovich
3. Magda Linette
4. Donna Vekić
5. Beatriz Haddad Maia
6. Aleksandra Krunić

1. Mónica Puig
2. Ashleigh Barty
3. Taylor Townsend
4. Françoise Abanda
5. Verónica Cepede Royg
6. Varvara Lepchenko

### Lucky loser
1. Natalia Vikhlyantseva

## Tabellone

### Legenda
| - Q = Qualificato - WC = Wild card - LL = Lucky loser | - ALT = Alternate - SE = Special Exempt - PR = Protected Ranking | - w/o = Walkover - r = Ritirato - d = Squalificato |

### Sezione 1
|  | Primo turno | Primo turno          | Primo turno          | Primo turno | Primo turno |  |  | Ultimo turno | Ultimo turno         | Ultimo turno         | Ultimo turno | Ultimo turno |  |
|  |             |                      |                      |             |             |  |  |              |                      |                      |              |              |  |
|  | 1           | Magdaléna Rybáriková | Magdaléna Rybáriková | 6           | 6           |  |  |              |                      |                      |              |              |  |
|  |             | Andrea Petković      | Andrea Petković      | 4           | 1           |  |  | 1            | Magdaléna Rybáriková | Magdaléna Rybáriková | 3            | 4            |  |
|  | PR          | Misa Eguchi          | Misa Eguchi          | 63          | 3           |  |  | 22           | Camila Giorgi        | Camila Giorgi        | 6            | 6            |  |
|  | 22          | Camila Giorgi        | Camila Giorgi        | 7           | 6           |  |  |              |                      |                      |              |              |  |

### Sezione 2
|  | Primo turno | Primo turno          | Primo turno     | Primo turno | Primo turno |  |  | Ultimo turno | Ultimo turno         | Ultimo turno | Ultimo turno | Ultimo turno |  |
|  |             |                      |                 |             |             |  |  |              |                      |              |              |              |  |
|  | 2           | Elise Mertens        | 6               | 5           | 2           |  |  |              |                      |              |              |              |  |
|  |             | Aljaksandra Sasnovič | 2               | 7           | 6           |  |  |              | Aljaksandra Sasnovič | 4            | 7            | 6            |  |
|  | WC          | Sofia Kenin          | Sofia Kenin     | 6           | 6           |  |  | WC           | Sofia Kenin          | 6            | 64           | 3            |  |
|  | 21          | Evgenija Rodina      | Evgenija Rodina | 3           | 2           |  |  |              |                      |              |              |              |  |

### Sezione 3
|  | Primo turno | Primo turno       | Primo turno  | Primo turno | Primo turno |  |  | Ultimo turno | Ultimo turno  | Ultimo turno  | Ultimo turno | Ultimo turno |  |
|  |             |                   |              |             |             |  |  |              |               |               |              |              |  |
|  | 3           | Mona Barthel      | Mona Barthel | 5           | 2           |  |  |              |               |               |              |              |  |
|  |             | Zarina Diyas      | Zarina Diyas | 7           | 6           |  |  |              | Zarina Dijas  | Zarina Dijas  | 4            | 3            |  |
|  | WC          | Caroline Dolehide | 7            | 6           | 63          |  |  | 24           | Magda Linette | Magda Linette | 6            | 6            |  |
|  | 24          | Magda Linette     | 64           | 7           | 7           |  |  |              |               |               |              |              |  |

### Sezione 4
|  | Primo turno | Primo turno     | Primo turno     | Primo turno | Primo turno |  |  | Ultimo turno | Ultimo turno    | Ultimo turno | Ultimo turno | Ultimo turno |  |
|  |             |                 |                 |             |             |  |  |              |                 |              |              |              |  |
|  | 4           | Donna Vekić     | 6               | 4           | 6           |  |  |              |                 |              |              |              |  |
|  |             | Kurumi Nara     | 4               | 6           | 3           |  |  | 4            | Donna Vekić     | 2            | 6            | 6            |  |
|  |             | Aryna Sabalenka | Aryna Sabalenka | 7           | 6           |  |  |              | Aryna Sabalenka | 6            | 4            | 1            |  |
|  | 16          | Heather Watson  | Heather Watson  | 64          | 4           |  |  |              |                 |              |              |              |  |

### Sezione 5
|  | Primo turno | Primo turno            | Primo turno            | Primo turno | Primo turno |  |  | Ultimo turno | Ultimo turno           | Ultimo turno           | Ultimo turno | Ultimo turno |  |
|  |             |                        |                        |             |             |  |  |              |                        |                        |              |              |  |
|  | 5           | Johanna Larsson        | Johanna Larsson        | 4           | 65          |  |  |              |                        |                        |              |              |  |
|  |             | Ekaterina Aleksandrova | Ekaterina Aleksandrova | 6           | 7           |  |  |              | Ekaterina Aleksandrova | Ekaterina Aleksandrova | 3            | 63           |  |
|  |             | Ana Bogdan             | Ana Bogdan             | 3           | 1           |  |  | 19           | Beatriz Haddad Maia    | Beatriz Haddad Maia    | 6            | 7            |  |
|  | 19          | Beatriz Haddad Maia    | Beatriz Haddad Maia    | 6           | 6           |  |  |              |                        |                        |              |              |  |

### Sezione 6
|  | Primo turno | Primo turno         | Primo turno | Primo turno | Primo turno |  |  | Ultimo turno | Ultimo turno        | Ultimo turno | Ultimo turno | Ultimo turno |  |
|  |             |                     |             |             |             |  |  |              |                     |              |              |              |  |
|  | 6           | Sorana Cîrstea      | 7           | 3           | 4           |  |  |              |                     |              |              |              |  |
|  |             | Aleksandra Krunić   | 6(1)        | 6           | 6           |  |  |              | Aleksandra Krunić   | 7            | 4            | 6            |  |
|  | WC          | Nicole Gibbs        | 7           | 2           | 1           |  |  | 18           | Francesca Schiavone | 65           | 6            | 2            |  |
|  | 18          | Francesca Schiavone | 6(1)        | 6           | 6           |  |  |              |                     |              |              |              |  |

### Sezione 7
|  | Primo turno | Primo turno          | Primo turno         | Primo turno | Primo turno |  |  | Ultimo turno | Ultimo turno         | Ultimo turno | Ultimo turno | Ultimo turno |  |
|  |             |                      |                     |             |             |  |  |              |                      |              |              |              |  |
|  | 7           | Monica Niculescu     | 6                   | 2           | 1           |  |  |              |                      |              |              |              |  |
|  |             | Mariana Duque Mariño | 4                   | 6           | 6           |  |  |              | Mariana Duque Mariño | 4            | 7            | 5            |  |
|  |             | Sara Sorribes Tormo  | Sara Sorribes Tormo | 2           | 2           |  |  | 15           | Mónica Puig          | 6            | 64           | 7            |  |
|  | 15          | Mónica Puig          | Mónica Puig         | 6           | 6           |  |  |              |                      |              |              |              |  |

### Sezione 8
|  | Primo turno | Primo turno      | Primo turno      | Primo turno | Primo turno |  |  | Ultimo turno | Ultimo turno     | Ultimo turno     | Ultimo turno | Ultimo turno |  |
|  |             |                  |                  |             |             |  |  |              |                  |                  |              |              |  |
|  | 8           | Ashleigh Barty   | Ashleigh Barty   | 7           | 6           |  |  |              |                  |                  |              |              |  |
|  |             | Risa Ozaki       | Risa Ozaki       | 5           | 2           |  |  | 8            | Ashleigh Barty   | Ashleigh Barty   | 6            | 6            |  |
|  |             | Hsieh Su-wei     | Hsieh Su-wei     | 3           | 2           |  |  | 23           | Kirsten Flipkens | Kirsten Flipkens | 1            | 0            |  |
|  | 23          | Kirsten Flipkens | Kirsten Flipkens | 6           | 6           |  |  |              |                  |                  |              |              |  |

### Sezione 9
|  | Primo turno | Primo turno         | Primo turno         | Primo turno | Primo turno |  |  | Ultimo turno | Ultimo turno    | Ultimo turno | Ultimo turno | Ultimo turno |  |
|  |             |                     |                     |             |             |  |  |              |                 |              |              |              |  |
|  | 9           | Irina-Camelia Begu  | 7                   | 1           | 3           |  |  |              |                 |              |              |              |  |
|  | WC          | Taylor Townsend     | 64                  | 6           | 6           |  |  | WC           | Taylor Townsend | 62           | 7            | 6            |  |
|  |             | Alison Van Uytvanck | Alison Van Uytvanck | 2           | 1           |  |  | 13           | Carina Witthöft | 7            | 5            | 1            |  |
|  | 13          | Carina Witthöft     | Carina Witthöft     | 6           | 6           |  |  |              |                 |              |              |              |  |

### Sezione 10
|  | Primo turno | Primo turno           | Primo turno           | Primo turno | Primo turno |  |  | Ultimo turno | Ultimo turno          | Ultimo turno          | Ultimo turno | Ultimo turno |  |
|  |             |                       |                       |             |             |  |  |              |                       |                       |              |              |  |
|  | 10          | Natal'ja Vichljanceva | Natal'ja Vichljanceva | 7           | 6           |  |  |              |                       |                       |              |              |  |
|  |             | Kateryna Bondarenko   | Kateryna Bondarenko   | 5           | 3           |  |  | 10           | Natal'ja Vichljanceva | Natal'ja Vichljanceva | 65           | 4            |  |
|  |             | Françoise Abanda      | 6                     | 0           | 6           |  |  |              | Françoise Abanda      | Françoise Abanda      | 7            | 6            |  |
|  | 20          | Misaki Doi            | 2                     | 6           | 3           |  |  |              |                       |                       |              |              |  |

### Sezione 11
|  | Primo turno | Primo turno          | Primo turno | Primo turno | Primo turno |  |  | Ultimo turno | Ultimo turno         | Ultimo turno | Ultimo turno | Ultimo turno |  |
|  |             |                      |             |             |             |  |  |              |                      |              |              |              |  |
|  | 11          | Christina McHale     | 6           | 3           | 2           |  |  |              |                      |              |              |              |  |
|  |             | Petra Martić         | 1           | 6           | 6           |  |  |              | Petra Martić         | 3            | 6            | 5            |  |
|  | WC          | Irina Falconi        | 6           | 0           | 3           |  |  | 17           | Verónica Cepede Royg | 6            | 3            | 7            |  |
|  | 17          | Verónica Cepede Royg | 2           | 6           | 6           |  |  |              |                      |              |              |              |  |

### Sezione 12
|  | Primo turno | Primo turno       | Primo turno       | Primo turno | Primo turno |  |  | Ultimo turno | Ultimo turno      | Ultimo turno      | Ultimo turno | Ultimo turno |  |
|  |             |                   |                   |             |             |  |  |              |                   |                   |              |              |  |
|  | 12          | Lara Arruabarrena | 6                 | 1           | 69          |  |  |              |                   |                   |              |              |  |
|  |             | Jennifer Brady    | 2                 | 6           | 7           |  |  |              | Jennifer Brady    | Jennifer Brady    | 67           | 3            |  |
|  | WC          | Kayla Day         | Kayla Day         | 4           | 4           |  |  | 14           | Varvara Lepchenko | Varvara Lepchenko | 7            | 6            |  |
|  | 14          | Varvara Lepchenko | Varvara Lepchenko | 6           | 6           |  |  |              |                   |                   |              |              |  |